# Torres A.S.P.
As Torres A.S.P. (também  Kooy-e Nobonyad-e Vanak, Persa: ساختمانهای آ.اس.پ) são uns dos mais bem conhecidos arranha-céus em Teerão, Irã. Ficam localizadas no bairro Yusef Abad na esquina entre Kordestan e Hakim Highway.

Foi um dos primeiros arranha-céus no Irão e foram residência de figuras iranianas bem conhecidas, como Amir-Abbas Hoveyda, um primeiro-ministro do xá Mohammad Reza Pahlavi. A construção foi levada a cabo pela Companhia A.S.P Construction. Acredita-se que a sua construção tenha sida iniciada em meados da década de 1960.É constituída por três torres que foram nomeadas por A,B e C. A torre A é a maior e mais luxuosa do complexo.
A vista panorâmica dos três edifícios inclui Montanhas Alborz, Damavand pico a leste e o Borj-e Milad (Torre Milad) outro arranha-céus construído mais tarde a ocidente. Eles fazem parte da paisagem de Teerão desde que terminou a sua construção em 1976 e foram inaugurados pela antiga imperatriz  do Irão Farah Diba naquele ano.

## 1979 e saqueamentos
Depois da Revolução Iraniana em 1979, a torre A foi uma dos alvos dos revolucionários, visto que alojou as figuras políticas do tempo do xá, algumas dessas figuras deixaram o Irão, mas outros perderam a vida, condenados à morte, após julgamentos, alguns sumários. Em todos os casos, as portas foram arrombadas, visto ser quase impossível abri-las de outro modo.
O saque das propriedades e carros tiveram lugar durante as primeiras semanas a seguir ao caos nos primeiros dias da Revolução Iraniana. As unidades confiscadas foram mais tarde ocupadas por famílias de revolucionários e mais tarde por refugiados da Guerra Irão-Iraque. Os ocupantes foram removidos após a lei e ordem voltarem, uns anos mais tarde.

## Residentes notáveis
- Amir-Abbas Hoveyda antigo primeiro-ministro  do xá Mohammad Reza Pahlavi.

- Issa Omidvar, famoso explorador e o primeiro asiático  explorador da Antártida.
- Hasan Jalali,   coronel da Força Aérea Iraniana.

## Curiosidades
Antes da Revolução Iraniana, as vendas de qualquer andar estavam sujeitas a investigação da temível polícia secreta SAVAK,